# ويكيبيديا الملايوية
ويكيبيديا الملايوية (بالملايوية: Wikipedia Bahasa Melayu)‏، جاوية:ويکيڤيديا بهاس ملايو) هي النسخة الملايوية من موسوعة ويكيبيديا، تاريخ إطلاقها كان في 2002، وفي 29 أغسطس 2011 أصبح لديها أكثر من 121,000 مقالة.
على الرغم من أوجه التشابه بين الملايوية والإندونيسية، بدأت ويكيبيديا الملايو ويكيبيديا الإندونيسية بشكل منفصل من قبل مجموعتين مختلفتين من المستخدمين. بدأت ويكيبيديا الإندونيسية بعد حوالي ستة أشهر بعد ويكيبيديا الملايوية. اعتبارًا من عام 2009، كان لدى ويكيبيديا الإندونيسية ثلاثة أضعاف عدد المحررين النشطين والمقالات التي تمتلكها ويكيبيديا الملايو. في عام 2009 كتب أندرو ليه «نظرًا لأن الحدود الوطنية تفصل هذه المجتمعات، فمن غير المرجح أن يحدث الاندماج قريبًا».
في يونيو 2020، احتلت ويكيبيديا المرتبة الثالثة بين أكثر الويكيبيديات زيارةً في ماليزيا مع 11 مليون مشاهدة للموسوعة. بعد ويكيبيديا الإنجليزية (59 مليون مشاهدة) وويكيبيديا الصينية (14 مليون مشاهدة) ولكن قبل ويكيبيديا الإندونيسية (مليون مشاهدة فقط).

## الإحصائيات
| عدد المستخدمين المسجلين | عدد المستخدمين النشيطين | عدد المقالات | صفحات المحتوى | عدد التعديلات | عدد الملفات المرفوعة | عدد الإداريين |
| ----------------------- | ----------------------- | ------------ | ------------- | ------------- | -------------------- | ------------- |
| 354٬206                 | 587                     | 425٬352      | 1٬153٬543     | 6٬529٬010     | 18٬409               | 13            |

## التقدم
- 200,000 - 21 مارس 2013 - بلفورتي مونفيراتو
- 190,000 - 25 فبراير 2013 - جاليري بتروناس
- 178,000 - 6 فبراير 2013 - دوبرافيس
- 125,000 - 15 نوفمبر 2011 - موربيك
- 120,000 - 9 يونيو 2011 - لا بيول
- 115,000 - 22 مارس 2011 - الراج البريطاني
- 110,000 - 23 فبراير 2011 - أويلفيل
- 105,000 - 2 فبراير 2011 - باسي
- 100,000 - 9 يناير 2011 - بريسيني ليه بين

## معرض صور

رسم بياني لنمو ويكيبيديا الملايوية.
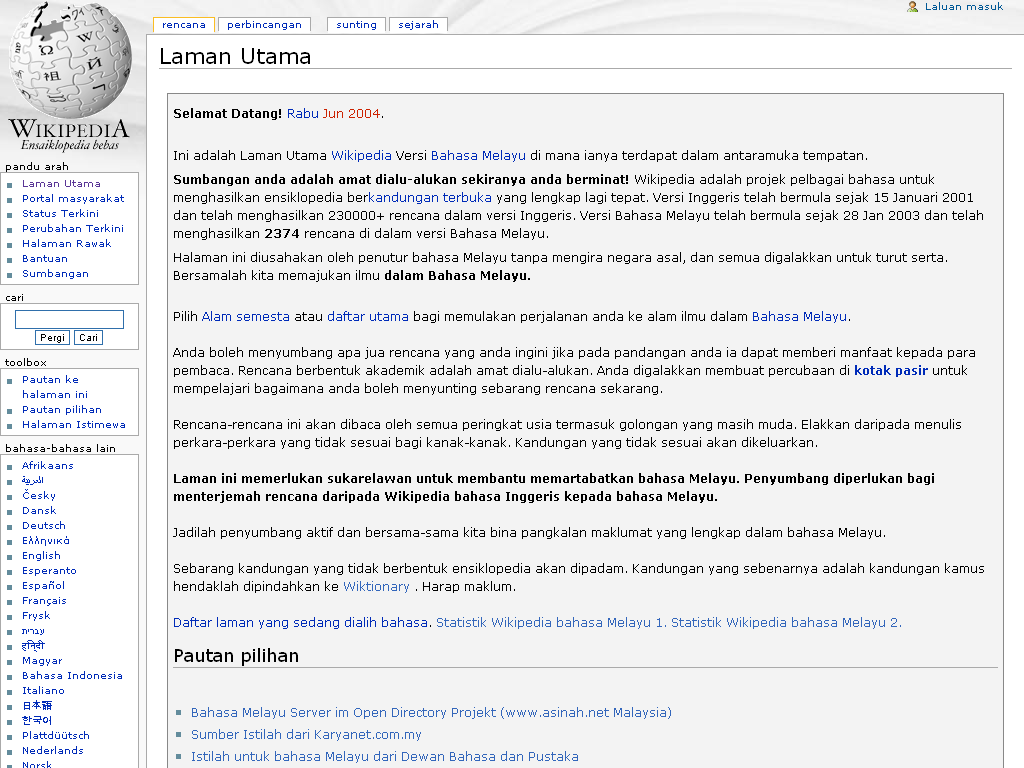
الصفحة الرئيسية (30 يونيو 2004)
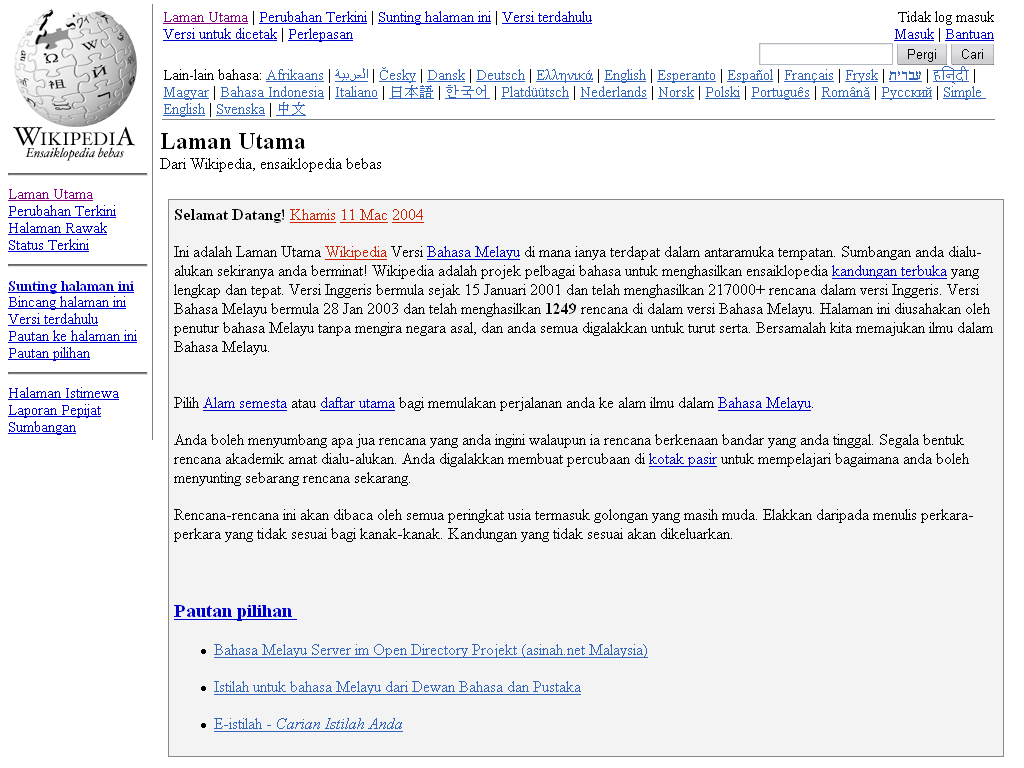
الصفحة الرئيسية (11 مارس 2004)
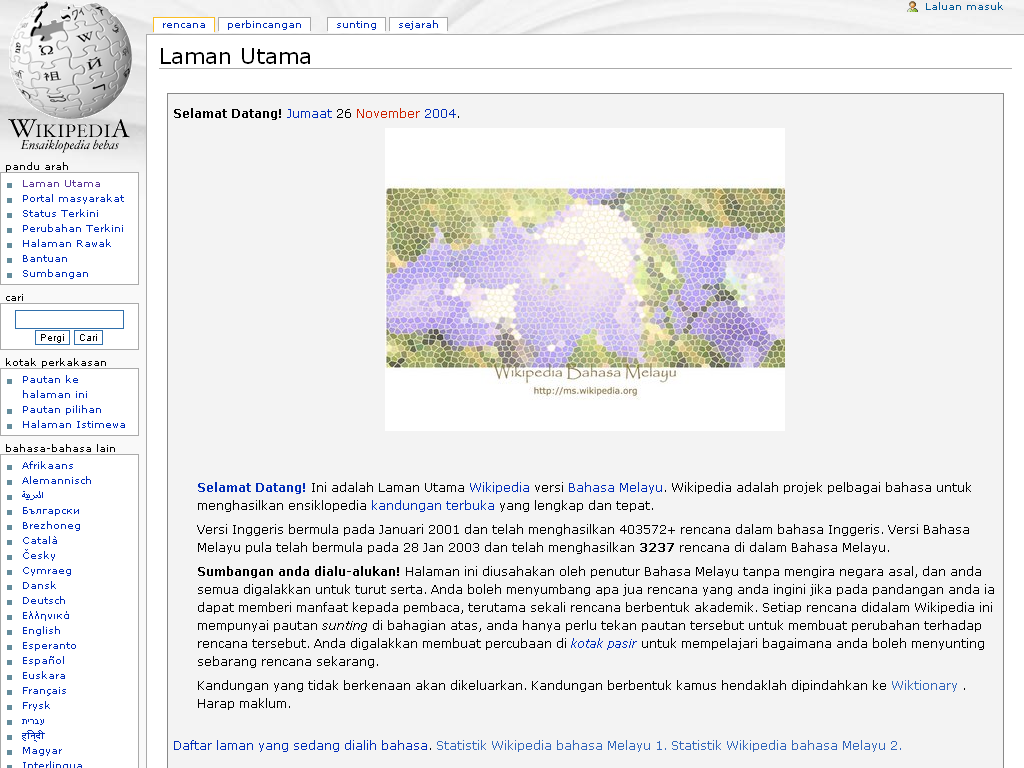
الصفحة الرئيسية (26 نوفمبر 2004)
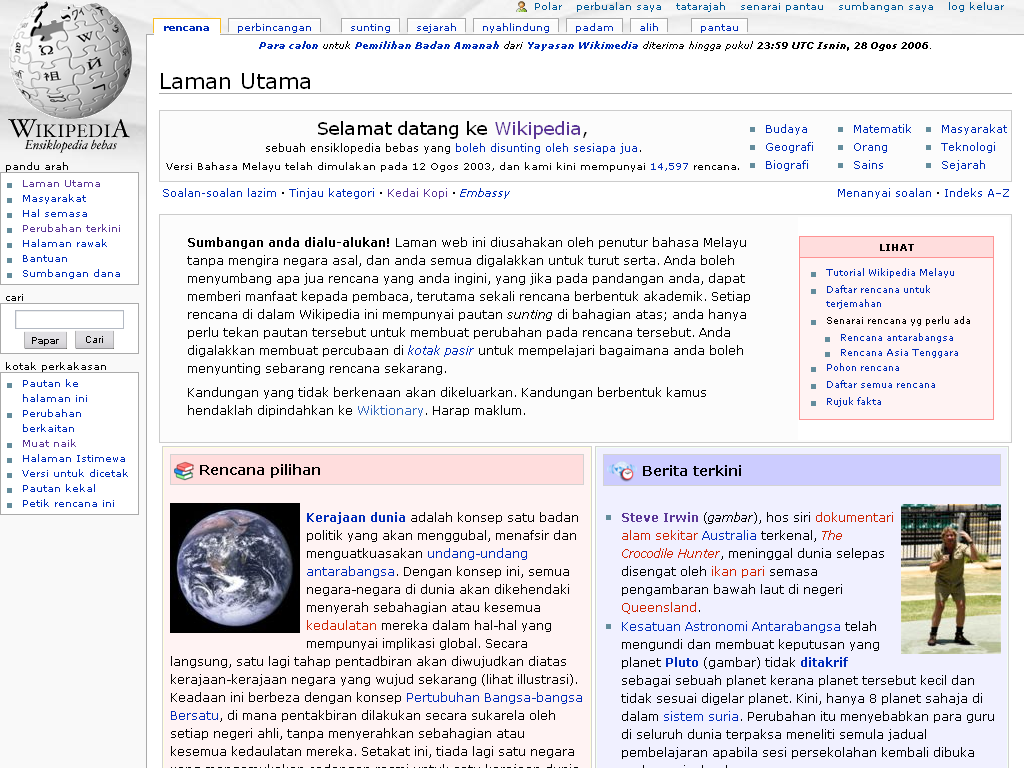
الصفحة الرئيسية (4 سبتمبر 2006)
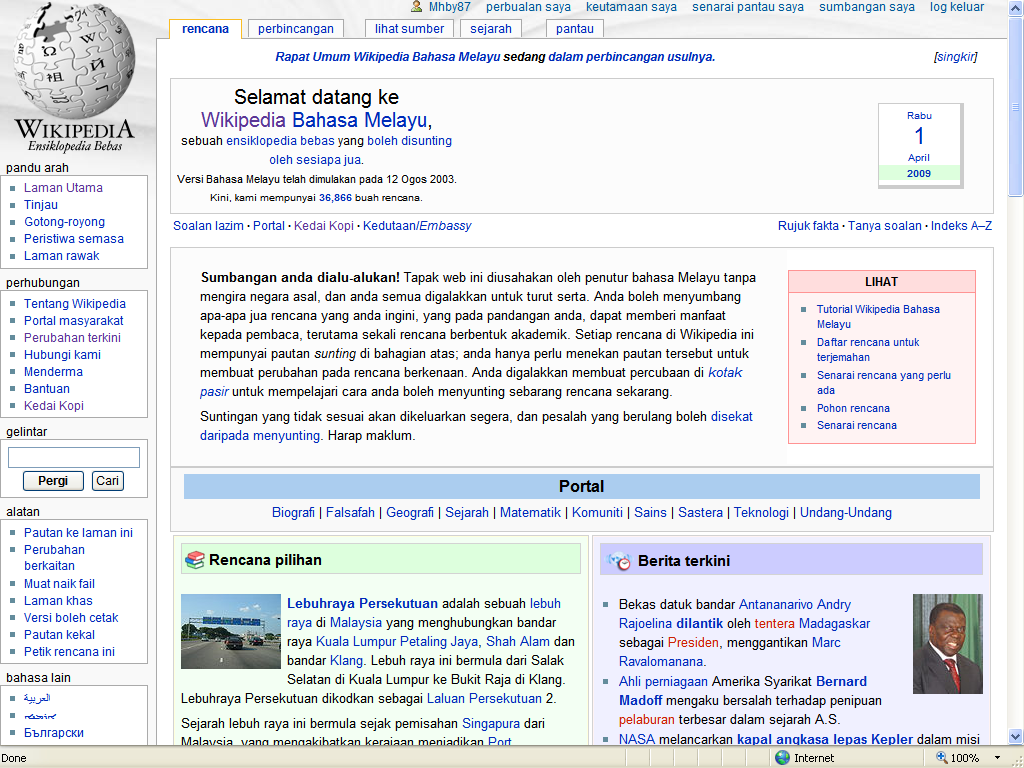
الصفحة الرئيسية 1 (أبريل 2009)
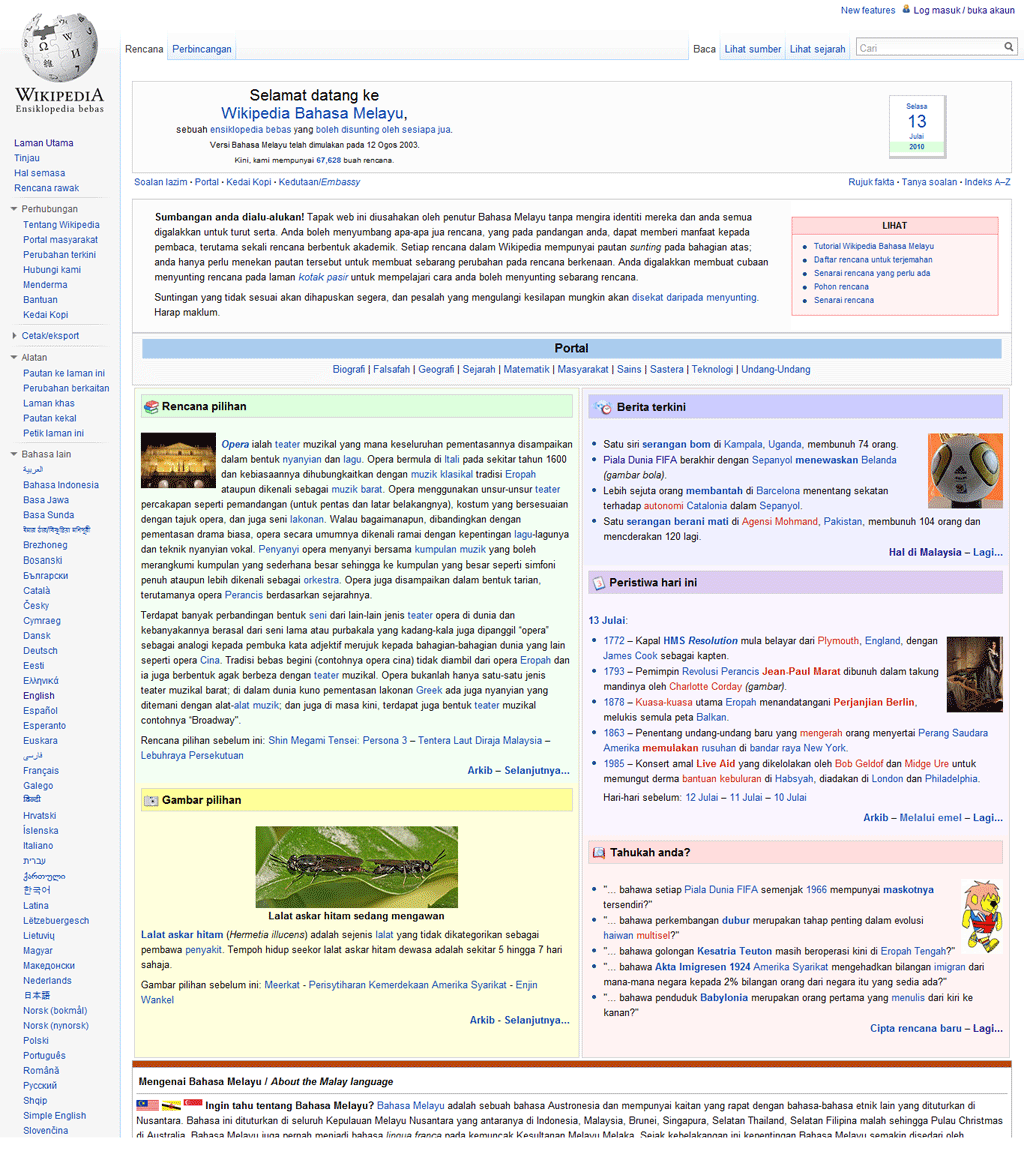
الصفحة الرئيسية (13 يوليو 2010)